# Diplectrona adusta
Diplectrona adusta är en nattsländeart som beskrevs av Wolfram Mey 1990. Diplectrona adusta ingår i släktet Diplectrona och familjen ryssjenattsländor. Inga underarter finns listade i Catalogue of Life.